# くだし紅団
くだし紅団（くだしこうだん）は鈴木崇之とソシコの二人で活動していたお笑いコンビ。

## メンバー
鈴木崇之（1978年4月25日 - ）
埼玉県出身。身長172cm。体重63kg。
ソシコ（1982年3月18日 - ）
広島県出身。身長163cm。体重49kg。趣味：作詞作曲。特技：漫画を描くこと。

## 来歴
当初、ソシコはピン芸人『ソシコ・ソシヒコ』（昆虫プロ所属）として活動していたが、その後鈴木とくだし紅団（第1期）を結成。第1期の当時はアミー・パークに所属していた。その後2005年に解散、ソシコは浅井企画に移籍し再びピン芸人として活動。2008年頃にソシコは浅井企画を退社、同年に同じ鈴木とくだし紅団を再結成。同年4月からワタナベコメディスクールお笑いタレントコース8期生として1年間在学。
その後再びコンビでの活動を休止、2010年に入ってからはソシコは再びピン芸人として活動。変わった設定やあり得ないような設定での一人コントを全力で動き回って行うなどのネタを披露している。

## ネタ
- 主に漫才を行っていた。
- エンタの神様に出演した時は全裸で（無論、肌色のパンツを穿いている）、様々なことを行ったらどうなるかというネタ（例：全裸で社交ダンス、ストリートファイターなど）を行った。

## 出演
テレビ
- エンタの神様（日本テレビ） - 2009年2月14日初出演、キャッチコピーは「破れかぶれの肉体微」